# Canellales
Die Canellales sind eine Pflanzenordnung in der informellen Gruppe der Magnoliopsida. Sie enthält zwei Familien. 

## Beschreibung
Es sind immergrüne, verholzende Pflanzen. Die Pflanzen sind unbehaart. Die primäre Sprossachse enthält einen durchgehenden Gefäßzylinder. Die Siebröhren-Plastiden enthalten Stärke und Protein-Kristalloide und/oder -Fäden. Die Leitbündel im Blattstiel sind gebogen. Die Blätter enthalten verzweigte Sklereiden. 
Die Blüten sind zwittrig. Die Blütenorgane sind spiralig angeordnet, also nicht in Blütenkreisen gegliedert, alle Blütenteile sind frei: mit zwei bis sechs Kelchblättern, null bis vielen Kronblättern, drei bis vielen Staubblättern und zwei bis vielen Fruchtblättern. Die Form der Staub- und Fruchtblätter ist sehr ursprünglich. Die Früchte sind Beeren.

## Verbreitung
Das Areal ist disjunkt und hauptsächlich auf der Südhalbkugel. Ihre Heimat sind die Tropen und Subtropen.

## Systematik
Die 1957 von Arthur John Cronquist erstbeschriebene Ordnung gehört zur informellen Gruppe der Magnoliids, einer basalen Gruppe der Bedecktsamer aus vier Ordnungen. Ihr Schwestertaxon sind die Pfefferartigen. Zu den Canellales zählen zwei Familien:
- Canellaceae
- Winteraceae